# Rendufo Soleima
Rendufo Soleima foi Senhor do Couto de Rendufe na freguesia portuguesa de Rendufe, no concelho de Amares, couto esse que persistiu  na família até ao início do século XIX.

## Relações familiares
Casou com Eixa de quem teve:
1. Mór Rendufo, (1150 -?), senhora da Tábua casada com Fernão Pais da Cunha (1140 -?), 1º senhor de Tábua filho de D. Paio Guterres da Cunha, nascido na Gasconha em 1100 e de D. Mor Randulfes também conhecida como Ausenda Trastamires (1120 —?).